# Zumaia
Zumaia (AFI: [s̻umaja] ) è un comune spagnolo di 10 153 abitanti situato nella comunità autonoma dei Paesi Baschi, a 37 km da San Sebastián, capoluogo della provincia di Gipuzkoa.

## Etimologia
Si ritiene che il nome derivi dal termine basco zume o zuma, che indica alcune specie di salici produttrici di vimini molto diffuse nella zona. La grafia castigliana del nome è "Zumaya".

## Caratteristiche
Situato nella costa cantabrica alla foce del fiume Urola, il nucleo antico è un piccolo e pittoresco porto di pesca, centro balneare attrezzato anche per la talassoterapia nelle due spiagge di Itzurun e Santixo. Nel territorio comunale vi sono insediamenti di industrie metalmeccaniche e navali. Nel centro storico sono interessanti le antiche case in stile basco e la chiesa gotica di San Pietro (San Pedro) del XIV secolo, il Museo dell'artigianato e la Casa-Museo del pittore Ignacio de Zuluaga (1870-1945) che qui visse diversi anni, il museo oltre che la sua casa mostra alcune opere e, soprattutto, espone quadri di famosi pittori come El Greco, Rivera e Goya. Il suo territorio comunale confina al sud con Zestoa, nota per le sue acque termali e per le grotte di Ekain, con pitture rupestri preistoriche. La maggior parte della popolazione è concentrata nel centro urbano, ma fanno parte del comune anche borghi sparsi fra i quali si fanno notare Artadiko San Migel, posto su una collina da cui si vede un bel panorama su Zumaia e sul mare, Oikia con la chiesa di San Bartolomeo (Done Bartolome) e Narrondo sulle rive del fiume che porta lo stesso nome ed appartiene in parte a Zumaia e in parte al comune di Zestoa, sicché Zumaia si estende nella fertile pianura compresa fra i fiumi Urola e Narrondo.

## Storia
La fondazione di Zumaia come quella di diversi comuni spagnoli è incerta. Sembra comunque che abbia origine da un antico monastero esistente nell'Alto Medioevo, attorno al quale si formò un nucleo abitato. Stanchi dei continui attacchi di pirati e briganti, gli abitanti decisero di fortificarsi chiudendo le case entro una cinta muraria, della quale non resta traccia perché nei secoli successivi sul suolo occupato dalle mura vennero costruite case e le porte della città caddero in rovina alla metà del XVIII secolo. Un primo riferimento della città si ha in un documento del 1282 di Sancho IV di Castiglia, in cui si parla di una località chiamata Zumaya. Nel 1347 il re di Castiglia Alfonso XI concesse la Carta Puebla de Villagrana de Zumaya in cui, oltre alla concessione del titolo di Villa, se ne delimitavano i confini territoriali e si indicavano privilegi e obblighi mercantili, tributari, politici, amministrativi e giudiziari.
Nel XVI secolo il nucleo abitativo murato era costituito da 100 case ed esistevano tre borghi foranei. Alla fine di questo secolo s'installarono alcune industrie lungo le rive del fiume Urola, ma la popolazione continuò a vivere prevalentemente di pesca e agricoltura come nel passato; si stabilirono poi linee di commercio attraverso il porto con i Paesi Bassi con scambio dei relativi prodotti. La crisi economica dei secoli XVII e XVIII che colpì la Spagna non risparmiò Zumaia, che però alla fine del XVIII secolo cominciò a prosperare nuovamente quando si bonificarono le zone paludose del suo territorio rendendole coltivabili.
Nel XIX secolo e nei primi anni del XX secolo si ebbe l'installazione di alcuni cementifici e il miglioramento delle comunicazioni col resto del paese grazie alla costruzione di strade e delle linee ferroviarie Deba - Zaraute nel 1900 e, in seguito, della linea di Urola. Nel secolo scorso parte dei cementifici fu sostituita da industrie metalmeccaniche e da cantieri navali, e nacque il turismo di massa, sicché si ebbe un notevole aumento della popolazione dovuto all'immigrazione operaia da altre zone di Spagna. Negli anni '80 si verificò un calo del turismo nella Costa basca, a cui però si rimediò con buon esito con la costruzione di porti sportivi e di nuove strutture alberghiere.

## Monumenti e luoghi di interesse
- Il centro storico (Alde zaharra) risalente al XII secolo;
- l'eremo di Santa Maria di Arritoki (Arritokietako Andre Maria), edificio barocco risalente all'Ottocento;
- l'eremo di San Telmo (San Telmo baseilza), risalente al 1540 e nota per la sua apparizione nel film Ochos apellidos vascos;
- la chiesa di San Michele di Artadi (San Migel Artadikoa);
- la chiesa di San Pietro (San Pedro eliza);
- il convento di San Giuseppe (San Jose komentua).
- il flysch di Zumaia.

### Dintorni
- a 5 km Deba, località balneare e pittoresco porto di pesca
- a 12 km Zarautz, elegante centro balneare
- a 50 km Hondarribia
- a 70 km Biarritz, notissimo centro balneare francese
- a 90 km Bilbao

A 16 km si trova il famoso Santuario di Sant'Ignazio di Loyola (in basco Loiolako Santutegia), sul luogo che fu di proprietà della famiglia dei Loyola e della regina Anna Maria d'Asburgo. È un complesso di edifici di diverse epoche, disposti in modo da raffigurare un'aquila in volo in cui il portico è la testa, la chiesa il corpo, la Santa Casa e il seminario le ali e altri edifici minori la coda. La chiesa a pianta circolare è opera dell'architetto italiano Francesco Fontana, attivo nella seconda metà del XVIII secolo. La cupola della chiesa fu costruita nel secolo successivo dai due fratelli José Benito e Alberto Churriguera, noti architetti di tendenza barocca che esagerarono le decorazioni anticipando il rococò e introducendo un nuovo stile chiamato appunto churrigueresco. Nella Santa Casa, al primo piano c'è la stanza dove nel 1491 nacque Sant'Ignazio, fondatore dell'ordine dei Gesuiti, e diversi interni sono stati modificati in cappelle molto ornate; al secondo piano il suo studio con reliquie, ricordi e oreficerie preziose.

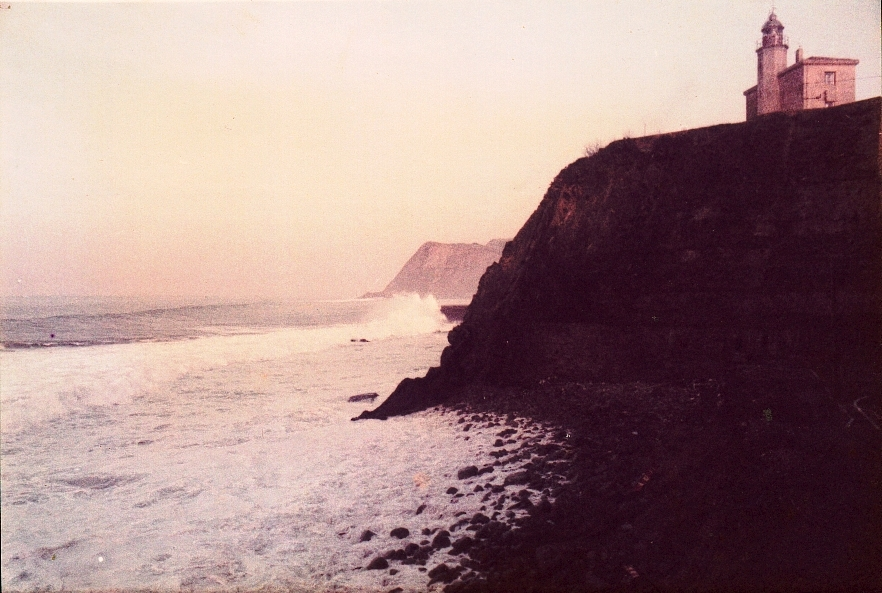
Faro di Zumaia

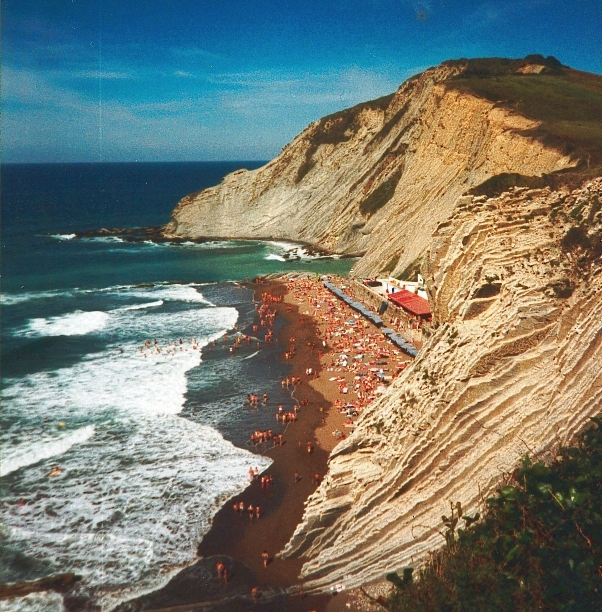
Spiaggia di Itzurun

## Società

### Evoluzione demografica
Abitanti censiti

### Lingue e dialetti
Il dialetto basco locale appartiene alla variante gipuzkoana. Nel 2016, il 74% della popolazione era euskaldun ("basconfona").

## Amministrazione
Le persone che hanno ricoperto la carica di sindaco (in basco alkatea, in spagnolo alcalde) dalla Transizione spagnola ad oggi sono state le seguenti:
| Periodo | Periodo   | Primo cittadino                     | Partito                              | Carica  | Note |
| ------- | --------- | ----------------------------------- | ------------------------------------ | ------- | ---- |
| 1979    | 1983      | Castor Aguirrezabalaga Arregui      | Partito Nazionalista Basco (EAJ-PNV) | Sindaco |      |
| 1983    | 1987      | Castor Aguirrezabalaga Arregui      | EAJ-PNV                              | Sindaco |      |
| 1987    | 1991      | Castor Aguirrezabalaga Arregui      | Eusko Alkartasuna (EA)               | Sindaco |      |
| 1991    | 1995      | Rikardo Peña Kintela                | EAJ-PNV                              | Sindaco |      |
| 1995    | 1999      | Rikardo Peña Kintela                | EAJ-PNV                              | Sindaco |      |
| 1999    | 2003      | Rikardo Peña Kintela                | EAJ-PNV                              | Sindaco |      |
| 2003    | 2007      | Maria Eugenia Arrizabalaga Olaiz    | EAJ-PNV                              | Sindaca |      |
| 2007    | 2011      | Iñaki Castor Agirrezabalaga Alkorta | EA                                   | Sindaco |      |
| 2011    | 2015      | Iñaki Castor Agirrezabalaga Alkorta | Bildu-EA                             | Sindaco |      |
| 2015    | 2019      | Iñaki Ostolaza Esnal                | Euskal Herria Bildu (EH Bildu)       | Sindaco |      |
| 2019    | 2023      | Iñaki Ostolaza Esnal                | EH Bildu                             | Sindaco |      |
| 2023    | in carica | Iñaki Ostolaza Esnal                | EH Bildu                             | Sindaco |      |